# Песня-86
«Песня-86» — шестнадцатый советский телевизионный фестиваль эстрадной песни из серии «Песня года». 
После неудачной, в плане режиссуры и постановки, Песни-85, прошедшей во Дворце спорта «Динамо», фестиваль вернулся в концертную студию «Останкино». Финальный концерт транслировался по телевидению 1 января 1987 года.
Производство: Главная редакция музыкальных программ. Авторы сценария: Михаил Щербаченко; режиссёр:  Наталья Примак; оператор:  Юрий Бугна.
Продолжительность — 3 часа 52 минуты, количество песен — 41 (вместе с финальной). Оркестр — эстрадно-симфонический оркестр Центрального телевидения и Всесоюзного радио, дирижёр Александр Петухов.
Гимн фестиваля «Песня остаётся с человеком» (музыка Аркадий Островский, слова Сергей Островой).
Ведущие — диктор ЦТ Татьяна Веденеева и журналист Михаил Щербаченко. 
Вновь возродилась прерванная традиция  вручения памятных дипломов сидящим в зале авторам песен. 
Зрители в зале задавали вопросы композиторам  Евгению Доге, Юрию Саульскому, Игорю Николаеву, поэту  Михаилу Таничу. Ведущий Михаил Щербаченко задавал вопросы композиторам и поэтам: Анатолию Поперечному, Вячеславу Добрынину, Владимиру Шаинскому, Евгению Птичкину.
Финал запомнился выступлением Аллы Пугачёвой, впервые изменившей свою внешность.
Избранные песни фестиваля (только 15 из более чем сорока финалистов) на Discogs: «Прости, поверь!» (исполнительница Алла Пугачёва) и другие; их жанр был определён, как поп, а стиль как вокал, шлягер и баллада.

## Фон
Михаил Горбачёв  в 1985 году начал «перестройку» . В 1986 году, на  27 съезде КПСС, предыдущая эпоха была названа застоем, а нынешняя перестройкой. Регалии вроде Героя Соцтруда, секретаря Союза, лауреата Ленинской премии теряют своё прежнее значение.
За год в СССР сочинили около 150 песен (в европейский странах — тысячи), на сцене несменяемо царит один и тот же список исполнителей среднего и старшего возраста с серьёзными голосами, внешностью и манерами. Двадцать лет советский телезритель смотрел польский фестиваль в Сопоте и болгарский «Золотой Орфей», а с 1982 года итальянский в Сан-Ремо. Но с 1986 года можно смотреть фестиваль в Юрмале (1986—89), который устанавливает новые стандарты «проходимости» в телеэфире. 
Новая всесоюзная эстрадная мода — дуэт из ФРГ «Модерн токинг» (Дитер Болен и Томас Андерс, главный хит «You’re My Heart, You’re My Soul»).
Советские песни—официальное массовое искусство. «Песня-86»  была взята как промежуточный пример фестиваля «Песня года» (исследование 2021 года) в качестве самой подходящей базы для анализа песенного направления культуры с точки зрения самой советской системы, для учёта не времени создания, не реальной популярности в массах, а для выяснения взгляда системы на то, какие произведения были наиболее важны именно в 1986 году. 
«Песня-71» была выбрана для исследования, как первый конкурс советского периода. В начале («Песня-71») для советской песни был характерен стабильный пафос, в конце (1990-е годы) — лирика. Начальный характерный стабильный пафос выражался в непрерывном, аритмичном «всеобщем» и «порядке», но в конце он исчез, будучи замещённым антисоветской темой и лирикой. Вначале советская песня соответствовала взгляду системы на то, как должна выглядеть массовая песенная культура, а по мере процессов перестройки приспособилась к рынку, для которого характерно подавляющее преобладание лирической тематики.
В «Песне-86» продолжается практика телемостов. Югославская певица Радмила Караклаич , популярная в СССР с шестидесятых, исполнила песню «Буду» ( Севиль  Алиева— Михаил Танич), в которой сочеталось ультрамодное звучание, с подключением рок-стилистики и восточных мотивов в стиле диско. В телемостах наметился принципиальный поворот, когда иностранными оказались не только певцы, но и исполняемые ими песни. Перемены вокруг невозможно было  игнорировать, в советскую эстраду окончательно пришли диско, фанк, арт-рок, этника, а группа «Форум» принесла нью-вейв. Ещё год и вся система производства песен в СССР, основанная на госзаказе и сонграйтерстве, окончательно рухнет.
Итоги 1986 года (согласно «Звуковой дорожке»):
Лучшая певица
1. Алла Пугачёва. 2. Жанна Агузарова. 3. София Ротару. 4. Катя Семёнова. 5. Карэ Каукс. 6. Ирина Понаровская. 7. Анне Вески. 8. Марина Капуро. 9. Светлана Медяник. 10. Марью Ляник.
Лучший певец
1. Валерий Леонтьев. 2. Андрей Макаревич. 3. Владимир Кузьмин. 4. Александр Барыкин. 5. Сергей Сарычев. 6. Юрий Лоза. 7. Александр Градский. 8. Владимир Пресняков. 9. Алексей Глызин. 10. Юрий Антонов.
Лучшая группа
1. «Машина времени». 2. «Автограф». 3. «Аквариум».
Лучшая песня
1. «Музыка под снегом» (Александр Кутиков — Андрей Макаревич, исполнитель «Машина времени»). 3. «В добрый час» Александр Кутиков — Андрей Макаревич, исполнитель «Машина времени»). 4. «Лаванда» (Владимир Матецкий — Михаил Шабров, исполнительница София Ротару). 5. «Автобус N86» (Валерий Сюткин, исполнитель группа «Зодчие»). 7. «Верю я» (Евгений Хавтан — И. Сукачев, исполнительница Жанна Агузарова и «Браво»). 8. «Голос гор» (Х. Вайкмяэ — М. Тросс, исполнительница Карэ Каукс и «Махавок»). 9. «Гиподинамия» (Раймонд Паулс — Илья Резник, исполнитель Валерий Леонтьев). 10. «Я сделан из такого вещества» (Сергей Сарычев — А. Лукьянов, исполнитель Сергей Сарычев).
Итоги 1986 года согласно опросу читателей газеты «Смена» (в рубрике «Звёзды-86»):
Лучшая певица
1. Алла Пугачёва. 2. Жанна Агузарова. 3. Ирина Понаровская.

## Дебюты
- Наталья Нурмухамедова.
- Азиза в телемосте Москва — Ташкент: в составе ансамбля «Садо» с песней «Счастье первому дому».
- Татьяна (Тата) Чубинидзе с песней «Жеребёнок».
- Лариса Долина с песней «Час тишины».
- Екатерина Шаврина с песней «Земля, как ситцевая скатерть».
- Детский вокальный ансамбль «Кукушечка» с песней «Золотая свадьба» («Бабушка рядом с дедушкой»).
- Анне Вески с песней  «Улыбка на всех».
- Виктор Салтыков и группа «Форум» с песней «Улетели листья».
- Владимир Кузьмин с песней Две звезды в дуэте с Аллой Пугачёвой.

## Популярные песни года, представленные на фестивале
Часть песен, ставших популярными в 1986 году, были также представлены и на фестивале:
- «Танец на воздушных шарах» (Адриан Корчинский — Владимир Степанов, исполнительница Наталья Нурмухамедова)[1].
- «Любимая, спи» (Эдуард Колмановский — Евгений Евтушенко, исполнитель Александр Градский)[1].
- «Жеребёнок» (Оскар Фельцман — Михаил Рябинин, исполнительница Татьяна (Тата) Чубинидзе)[1].
- «Буду» («Маленький кораблик», Севиль Алиева — Михаил Танич, исполнительница Радмила Караклаич (Югославия))[1].
- «Пришла пора»  (Вячеслав Добрынин — Леонид Дербенёв, исполнитель Лев Лещенко и группа «Спектр»)[1].
- «Прости, поверь» (Игорь Николаев, исполнительница Алла Пугачёва)[1].
- Две звезды (Игорь Николаев, исполнители Алла Пугачёва и Владимир Кузьмин)[13].
- «Луна, луна»[13] и Лаванда[13] (Владимир Матецкий — Михаил Шабров, исполнительница София Ротару).
- «Золотая свадьба» (Раймонд Паулс — Илья Резник, исполнитель детский вокальный ансамбль «Кукушечка»)[14].
- «Бологое» (Вячеслав Добрынин — Михаил Рябинин, исполнитель ансамбль «Весёлые ребята»)[13].
- «Знаю, любил» (Александр Нагаев — Евгения Давиташвили, исполнительница Ирина Понаровская).

## Финалисты
В финальном концерте прозвучали следующие песни-лауреаты:
| №  | Название                                 | Автор музыки         | Автор текста                                       | Исполнитель                                                                      | Примечание                                                                           |
| -- | ---------------------------------------- | -------------------- | -------------------------------------------------- | -------------------------------------------------------------------------------- | ------------------------------------------------------------------------------------ |
| 1  | 1-е отделение: Счастья вам, люди         | Евгений Дога         | Андрей Дементьев                                   | Надежда Чепрага                                                                  |                                                                                      |
| 2  | Судьбы моей река                         | Павел Аедоницкий     | Феликс Лаубе                                       | Сергей Захаров                                                                   |                                                                                      |
| 3  | Танец на воздушных шарах                 | Адриан Корчинский    | Владимир Степанов                                  | Наталья Нурмухамедова                                                            |                                                                                      |
| 4  | Любимая, спи                             | Эдуард Колмановский  | Евгений Евтушенко                                  | Александр Градский                                                               |                                                                                      |
| 5  | Счастье первому дому                     | Олег Иванов          | Лев Ошанин                                         | ансамбль «Садо» (сол. Кумуш Раззакова, Азиза Мухамедова (Азиза) и Мила Романиди) | по телемосту Москва — Ташкент                                                        |
| 6  | Красота твоя                             | Евгений Птичкин      | Вениамин Бутенко                                   | Людмила Рюмина                                                                   |                                                                                      |
| 7  | Я дома (из к/ф «Подвиг Одессы)           | Ян Френкель          | Игорь Шаферан                                      | Ян Френкель                                                                      |                                                                                      |
| 8  | Скажите лебеди                           | Валентин Левашов     | Михаил Андронов                                    | Валентина Толкунова                                                              |                                                                                      |
| 9  | Чудо Земля                               | Давид Тухманов       | Михаил Танич                                       | ансамбль «Маки», сол. Константин Семченко                                        |                                                                                      |
| 10 | Жеребенок                                | Оскар Фельцман       | Михаил Рябинин                                     | Татьяна (Тата) Чубинидзе                                                         |                                                                                      |
| 11 | Буду (Маленький кораблик)                | Севиль Алиева        | Михаил Танич                                       | Радмила Караклаич (Югославия)                                                    | Телемост с Белградом (Югославия)                                                     |
| 12 | Я возвращаюсь к тебе                     | Марк Фрадкин         | Роберт Рождественский                              | Иосиф Кобзон                                                                     |                                                                                      |
| 13 | Переведи меня через майдан               | Сергей Никитин       | Виталий Коротич                                    | Галина Беседина и гитарист Владимир Соколов                                      |                                                                                      |
| 14 | Пришла пора                              | Вячеслав Добрынин    | Леонид Дербенёв                                    | Лев Лещенко и группа «Спектр»                                                    |                                                                                      |
| 15 | Прости, поверь                           | Игорь Николаев       | Игорь Николаев                                     | Алла Пугачёва                                                                    |                                                                                      |
| 16 | Лето, прощай                             | Владимир Шаинский    | Наталья Шемятенкова                                | Валерий Леонтьев                                                                 |                                                                                      |
| 17 | Чистые росы (из т/ф «Город над головой») | Вениамин Баснер      | Михаил Матусовский                                 | Трио «Меридиан»                                                                  |                                                                                      |
| 18 | Радость на свете жить                    | Серафим Туликов      | Николай Доризо                                     | Александр Ворошило, ансамбль советской песни                                     |                                                                                      |
| 19 | 2 отделение: Час тишины                  | Алексей Мажуков      | Лилия Виноградова                                  | Лариса Долина                                                                    |                                                                                      |
| 20 | Молодые                                  | Александра Пахмутова | Николай Добронравов                                | Николай Гнатюк                                                                   |                                                                                      |
| 21 | Земля, как ситцевая скатерть             | Роман Майоров        | Давид Усманов                                      | Екатерина Шаврина                                                                |                                                                                      |
| 22 | Песня о друге                            | Александр Градский   | Александр Градский                                 | Александр Градский                                                               |                                                                                      |
| 23 | Луна, луна                               | Владимир Матецкий    | Михаил Шабров                                      | София Ротару                                                                     |                                                                                      |
| 24 | Путь к свету                             | Раймонд Паулс        | Илья Резник                                        | группа латвийского телевидения «Ремикс», солист Родриго Фоминс                   | Телемост с Ригой: Раймонд Паулс представляет группу латвийского телевидения «Ремикс» |
| 25 | Золотая свадьба                          | Раймонд Паулс        | Илья Резник                                        | детский вокальный анс. Кукушечка                                                 |                                                                                      |
| 26 | Домик на окраине                         | Владимир Мигуля      | Анатолий Поперечный                                | Владимир Мигуля                                                                  |                                                                                      |
| 27 | Улыбка на всех                           | Велло Тоомеметс      | Николай Денисов                                    | Анне Вески                                                                       |                                                                                      |
| 28 | Солнце любви моей                        | Александра Пахмутова | Николай Добронравов                                | Сергей Захаров                                                                   |                                                                                      |
| 29 | Память-птица                             | Сергей Березин       | Лариса Рубальская                                  | Наталья Рожкова                                                                  |                                                                                      |
| 30 | Бологое                                  | Вячеслав Добрынин    | Михаил Рябинин                                     | Ансамбль «Веселые ребята»                                                        |                                                                                      |
| 31 | Старое зеркало                           | Давид Тухманов       | Симон Осиашвили                                    | Ирина Аллегрова и ансамбль «Электроклуб»                                         |                                                                                      |
| 32 | Любовь, счастливой будь                  | Никита Богословский  | Филипп Жерар, русск.текст Роберта Рождественского) | Валентина Толкунова                                                              |                                                                                      |
| 33 | Знаю, любил                              | Александр Нагаев     | Джуна                                              | Ирина Понаровская                                                                |                                                                                      |
| 34 | Песня о любви                            |                      |                                                    | Алиция Маевская (ПНР)                                                            | Телемост Москва — Варшава                                                            |
| 35 | Улетели листья                           | Александр Морозов    | Николай Рубцов                                     | «Форум» (солист Виктор Салтыков)                                                 |                                                                                      |
| 36 | Лаванда                                  | Владимир Матецкий    | Михаил Шабров                                      | София Ротару                                                                     |                                                                                      |
| 37 | Сожалею                                  | Юрий Саульский       | Леонид Завальнюк                                   | Валерий Леонтьев                                                                 |                                                                                      |
| 38 | Две звезды                               | Игорь Николаев       | Игорь Николаев                                     | Алла Пугачёва и Владимир Кузьмин                                                 |                                                                                      |
| 39 | Здравствуй друг, здравствуй мир!         | Лора Квинт           | Владимир Костров                                   | все участники                                                                    |                                                                                      |
| 40 | Берег юности                             | Игорь Лученок        | Владимир Бут                                       | Ярослав Евдокимов, засл. арт. Бел. ССР                                           |                                                                                      |
| 41 | Океан                                    | Александр Барыкин    | Борис Дубровин                                     | Александр Барыкин и группа «Карнавал»                                            |                                                                                      |

## Популярные песни года не представленные на фестивале
Часть песен, ставших популярными в 1986 году, не были представлены на фестивале:
- «Видели ночь» (исполнитель Кино)[13].
- «Ленинградский рок-н-ролл» (исполнительница Жанна Агузарова и Браво)[13].
- «Симона» (исполнитель Владимир Кузьмин)[13].
- «Вернисаж» (исполнители Лайма Вайкуле и Валерий Леонтьев)[13].
- «Старая мельница» (автор и исполнитель Игорь Николаев).
- «Зурбаган» (из т/ф «Выше Радуги», Юрий Чернавский —Леонид Дербенёв, исполнитель Владимир Пресняков).
- «Не забудь» («По утрам, надев трусы, не забудьте про часы…», исполнитель Максим Леонидов)[12].
- «Скованные одной цепью» («Наутилус Помпилиус»)[12].
- «Город золотой» (из к/ф Асса, исполнитель группа Аквариум)[12] и другие.